# Середній Чилей
Середній Чиле́й (рос. Средний Чилей) — селище у складі Таштагольського району Кемеровської області, Росія. Входить до складу Шерегеського міського поселення.

## Населення
Населення — 7 осіб (2010; 20 у 2002).
Національний склад (станом на 2002 рік):
- шорці — 100 %